# Abdel Fattah al-Maghrabi
Pour les articles homonymes, voir Maghrabi.
Abdel Fattah al-Maghrabi (arabe : عبد الفتاح المغربي ; 1898–1985) est un mathématicien, fonctionnaire et homme d'État soudanais. Il est membre de l'organe collectif à la tête de l'État soudanais, le premier Conseil de souveraineté soudanais, de 1955 à 1958.

## Biographie

### Enfance et formation
Abdel Fattah Muhammad al-Maghrabi est né en 1898. Son père, Mohamed Mustafa, occupe le poste de commis en chef de la province de Dongola, qui lui a été conféré par le Mahdi. En 1889, après la défaite de ses forces face au général Francis Grenfell à la Bataille de Toski, le Khalifa Abdallahi ibn Muhammad, qui succède au Mahdi, recherche des individus à blâmer et emprisonne par la suite Mohamed Mustafa. Cependant, Mohamed Mustafa réussit à obtenir sa libération en composant un poème composé de 40 vers faisant l'éloge du Khalifa.
al-Maghrabi étudie à l'université américaine de Beyrouth au sein de la première délégation étudiante à étudier en dehors du Soudan et y obtient un doctorat en mathématiques. Il travaille ensuite comme professeur de mathématiques au Gordon Memorial College après avoir obtenu son diplôme.

### Carrière politique
al-Maghrabi est nommé en 1951 comme le seul membre de l'opposition à l'Assemblée législative à discuter de la question de la constitution du pays.

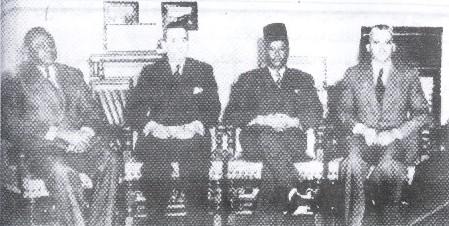
Le premier Conseil de souveraineté soudanais (sans compter Ahmad Muhammad Salih), de droite à gauche : Ahmed Mohammed Yassin, Dardiri Mohammed Osman, Abd al-Fattah Muhammad al-Maghribi et Siricio Iro Wani.

Après l'indépendance, al-Maghrabi devient membre du premier Conseil de souveraineté soudanais du 26 décembre 1955 au 17 novembre 1958,, le conseil suprême de l'État composé de cinq hommes,. Le Premier ministre est Ismail al-Azhari jusqu'au 5 juillet 1956, suivi d'Abdallah Khalil jusqu'au 17 novembre 1958. Le premier Conseil de souveraineté soudanais prend fin le 17 novembre 1958 lorsque le général Ibrahim Abboud prend le pouvoir lors d'un coup d'État militaire (en). Ibrahim Abboud assume la présidence et le conseil est dissous, entraînant un changement dans la structure de gouvernance du Soudan, passant d'un système parlementaire à un régime militaire.

### Vie personnelle et mort
al-Maghrabi épouse Phillippa Maghrabi en 1937, une infirmière britannique travaillant pour l'Autorité soudanaise des services de santé. Entre 1937 et 1948, lui et Phillippa résident à Gereif, située à huit kilomètres de Khartoum, sur les rives du Nil Bleu. Pendant leur séjour là-bas, Phillippa assume le rôle d'infirmière de district informelle dans les villages voisins. Elle écrit des mémoires documentant l'histoire de Khartoum dans un livre intitulé Early Days at Gereif .
al-Maghribi est décédé en 1985 à Newton Abbot dans le comté de Devon, en Angleterre.